# 임재근
임재근(1980년 8월 1일 ~ )은 대한민국의 배우이다.

## 학력
- 중앙대학교 연극영화과 학사

## 출연

### 방송

#### 드라마
- 2006년 KBS2 수목 드라마 《투명인간 최장수》
- 2008년 SBS 월화 드라마 《사랑해》
- 2009년 KBS2 대하 드라마 《천추태후》 - 여진족 병사 역
- 2011년 KBS2 단막극 《KBS 드라마 스페셜 연작 시리즈 - 사백년의 꿈》 - 길훈 역
- 2011년 MBC 《내 마음이 들리니》
- 2014년 KBS2 TV소설 《순금의 땅》 - 황개동 역
- 2015년 KBS1 대하 드라마 《징비록》 - 신각 부관 역
- 2016년 tvN 월화 드라마 《치즈인더트랩》
- 2016년 tvN 창사 10주년 금토 특별기획 드라마 《시그널》
- 2016년 tvN 금토 드라마 《굿 와이프》
- 2016년 tvN 월화 드라마 《싸우자 귀신아》
- 2016년 KBS2 주말 드라마 《월계수 양복점 신사들》
- 2016년 MBC 일일 특별기획 드라마 《황금주머니》
- 2017년 KBS2 TV소설 《그 여자의 바다》 - 강명한의 비서 역
- 2017년 KBS2 수목 드라마 《추리의 여왕》
- 2017년 KBS2 월화 드라마 《쌈 마이웨이》
- 2017년 MBC 월화 드라마 《파수꾼》
- 2017년 tvN 수목 드라마 《크리미널 마인드》
- 2017년 tvN 월화 드라마 《아르곤》
- 2017년 KBS2 저녁 일일 드라마 《내 남자의 비밀》
- 2017년 KBS2 월화 드라마 《마녀의 법정》
- 2017년 KBS2 단막극 《KBS 드라마 스페셜 - 까까머리의 연애》
- 2017년 MBC 주말 특별기획 드라마 《돈꽃》
- 2017년 KBS1 일일 연속극 《미워도 사랑해》
- 2018년 JTBC 월화 드라마 《으라차차 와이키키》
- 2018년 MBC 수목 드라마 《손 꼭 잡고, 지는 석양을 바라보자》
- 2018년 MBC 수목 드라마 《이리와 안아줘》
- 2018년 tvN 월화 드라마 《식샤를 합시다 3》
- 2018년 KBS2 저녁 일일 드라마 《끝까지 사랑》 - 신재근 역
- 2018년 tvN 수목 드라마 《아는 와이프》
- 2018년 MBC 월화 드라마 《특별근로감독관 조장풍》
- 2019년 KBS1 일일 연속극 《여름아 부탁해》
- 2019년 tvN 월화 드라마 《60일, 지정생존자》
- 2020년 SBS 월화 드라마 《낭만닥터 김사부 2》 - 허지영 구급대원 역
- 2020년 KBS2 저녁 일일 드라마 《비밀의 남자》 - 기자 역
- 2020년 KBS2 주말 드라마 《오! 삼광빌라!》 - 김교수 역
- 2021년 KBS2 주말 드라마 《오케이 광자매》 - 배변호의 후배 역
- 2021년 KBS2 수목 드라마 《대박부동산》
- 2021년 JTBC 수목 드라마 《월간 집》
- 2021년 tvN 목요 드라마 《슬기로운 의사생활 2》
- 2021년 KBS2 저녁 일일 드라마 《빨강구두》
- 2021년 KBS2 수목 드라마 《학교 2021》 - 여삼열 역
- 2021년 KBS2 주말 드라마 《신사와 아가씨》 - 강성식 역
- 2022년 KBS1 대하 드라마 《태종 이방원》 - 전가식 역
- 2022년 KBS2 주말 드라마 《현재는 아름다워》 - 경찰 이석근 역 (특별 출연)
- 2023년 SBS 금토 드라마 《낭만닥터 김사부 3》 - 허지영 구급대원 역
- 2023년~2024년 KBS2 대하 드라마 《고려 거란 전쟁》 - 박섬 역

### 영화
- 2001년 《번지 점프를 하다》 - 김진태 역
- 2006년 《헬로우 스트레인저》 (단편 영화) - 조 대리 역
- 2006년 《동정도 안간다》 (단편 영화) - 박동수 역
- 2013년 《미스터 고》 - 두산 단장 보좌관 역
- 2014년 《천 번을 불러도》 - 작곡가 역
- 2014년 《기술자들》 - 보안회사 팀장 역
- 2014년 《서울두더지》 - 주안 역
- 2020년 《사랑하고 있습니까?》 - 화내는 손님 역